# Saab Automobile
Saab Automobile var en svensk bilfabrikant. Saab Automobile var tidligere en del af Saab-koncernen. Fra 1990'erne var Saab Automobile delvist ejet af General Motors (GM), og fra 2000 var de fuldt ejet af GM. Saab Automobile havde i tiden under GM's ejerskab betydelige økonomiske underskud, hvilket medførte at det dengang økonomisk pressede GM i 2009 solgte Saab Automobile til den hollandske sportsvognproducent Spyker. De økonomiske problemer forsatte imidlertid, og Saab Automobil måtte den 7. september 2011 for anden gang på to år søge beskyttelse mod kreditorerne i form af vedtagelse af en frivillig rekonstruktion under den svenske konkurslov. Selskabet gik imidlertid konkurs i december 2011.  Saab arbejdede tæt sammen med den schweiziske tuningsekspert, Hirsch. Hovedaktiverne fra Saab Automobile overgik i 2012 til et nyt selskab, National Electric Vehicle Sweden, og fra 2016 blev bilerne solgt under varemærket NEVS.

## Betalingsstandsning og konkurs
Saab trådte første gang i betalingsstandsning den 20. februar 2009, og blev i efteråret 2009 forsøgt købt af den svenske producent af ekstremsportsvogne, Koenigsegg. Købet skulle til dels finansieres af den kinesiske bilproducent BAIC, hvilket imidlertid ikke lykkedes, og 23. november 2009 meddelte Koenigsegg, at købet ikke kunne gennemføres.
General Motors meddelte 18. december 2009, at forhandlinger om salg til Spyker Cars ikke kunne afsluttes inden deadline 31. december 2009 og at Saab Automobile derfor snarest ville blive lukket. Senere gik forhandlingerne dog igennem, og Saab blev solgt til den hollandske sportsbilfabrikant Spyker.
Som følge af, at nogle investorer ikke betalte deres indskud i tide, måtte Saab Automobile den 27. juli 2011 meddele funktionærer, at deres lønudbetaling ville blive forsinket. Dette førte til, at fagforeningen Unionen gav Saab Automobile en frist på 12-14 dage, inden man ville begære virksomheden konkurs. Selskabet påbegyndte den 7. september 2011 en frivillig rekonstruktion under tilsyn af den svenske skifteret. Konkurs blev dog en realitet i december 2011.
Hovedaktiverne fra Saab Automobile blev rekonstrueret med kinesisk kapital den 13. juni 2012 og genåbnede under navnet National Electric Vehicle Sweden. Den 21. juni 2016 blev det meddelt, at bilerne fremover ville blive markedsført under navnet NEVS, da Saab-navnet og griffen-varemærket fortsat tilhørte Scania. Produktionen fortsatte på fabrikken i Trollhättan, Sverige, og den første model ville blive en videreførelse af tidligere Saab 9-3 sedan. Den første ny NEVS-model forventedes i 2016 at blive introduceret i 2018.

## Biler

### Modeller
- Saab 92001 (1947)
- Saab 92 (1950–1956)
- Saab 93 (1955–1960)
- Saab 94 Sonett (1956)
- Saab Gran Turismo 750 (1958–1962)
- Saab 60 (1962)
- Saab 95 (1959–1978)
- Saab 96 (1960–1980)
- Saab Sport/Monte Carlo (1962–1968)
- Saab 97 Sonett II/III (1966–1974)
- Saab 99 (1967–1984)
- Saab 900 (1978–1993) (Generation 1)
- Saab-Lancia 600 (1980–1982)
- Saab 90 (1984–1987)
- Saab 9000 (1984–1998)
- Saab 900 (1994–1998 (Generation 2)
- Saab 9-3 (1998–2002) (Generation 1)
- Saab 9-2X (2004–2007)
- Saab 9-7X (2004–2007)
- Saab 9-5 (1997–2009) (Generation 1)
- Saab 9-3 (2003–2011, 2013–) (Generation 2)
- Saab 9-4X (2011)
- Saab 9-5 (2010–2011) (Generation 2)
- Saabo (1964–1968)